# Смирненци
Смирненци (болг. Смирненци) — село в Болгарии. Находится в Хасковской области, входит в общину Харманли. Население составляет 232 человека.

## Политическая ситуация
В местном кметстве Смирненци, в состав которого входит Смирненци, должность кмета (старосты) исполняет Ивелина Станчева Тодорова (коалиция трёх партий: Болгарская социалистическая партия, Болгарская социал-демократия, политический клуб «Фракия») по результатам выборов.
Кмет (мэр) общины Харманли — Михаил Христов Лисков (коалиция трёх партий: Болгарская социалистическая партия, Болгарская социал-демократия, политический клуб «Фракия») по результатам выборов в правление общины.